# 4a etapa del Tour de França de 2010
La 4a etapa del Tour de França de 2010 es disputà el dimecres 7 de juliol de 2010 sobre un recorregut de 153,5 km entre Cambrai, al departament del Nord i Reims, al departament del Marne. El vencedor de l'etapa fou Alessandro Petacchi, que d'aquesta manera aconseguia la seva segona victòria en la present edició, després de l'aconseguida en la 1a etapa.

## Perfil de l'etapa
Etapa bàsicament plana, amb una sola cota puntuable de 4a categoria al km 40,5. Se superen tres esprints especials, als km 35, 71,5 i 151,5.

## Desenvolupament de l'etapa
Només començar l'etapa es formà l'escapada del dia, integrada per cinc ciclistes, Dimitri Champion (Ag2r-La Mondiale), Iban Mayoz (Footon-Servetto-Fuji), Nicolas Vogondy (Bbox Bouygues Telecom), Francis de Greef (Omega Pharma-Lotto) i Iñaki Isasi (Euskaltel–Euskadi. En cap moment el gran grup els deixà agafar més de 3', però amb tot, arribaren escapats als quilòmetres finals. A manca de 6 km de Greef intentà arribar en solitari, però els equips dels esprintadors ho evitaren i tots 5 foren agafats. A l'esprint final Alessandro Petacchi s'imposà a la resta de ciclistes. No canvià cap classificació durant aquesta etapa.

## Esprints intermedis
| 1r | Iban Mayoz (ESP)       | 6 pts |
| 2n | Dimitri Champion (FRA) | 4 pts |
| 3r | Francis de Greef (BEL) | 2 pts |

| 1r | Francis de Greef (BEL) | 6 pts |
| 2n | Iban Mayoz (ESP)       | 4 pts |
| 3r | Nicolas Vogondy (FRA)  | 2 pts |

| 1r | Francis de Greef (BEL) | 6 pts |
| 2n | Iñaki Isasi (ESP)      | 4 pts |
| 3r | Nicolas Vogondy (FRA)  | 2 pts |

## Ports de muntanya
- Cota de Vadencourt. 158 m. 4a categoria (km 40,5) (1,6 km al 3,9%)

| 1r | Iban Mayoz (ESP)       | 3 pts |
| 2n | Francis de Greef (BEL) | 2 pts |
| 3r | Iñaki Isasi (ESP)      | 1 pt  |

## Classificació de l'etapa
|    | Ciclista                   | Equip                 | Temps      |
| -- | -------------------------- | --------------------- | ---------- |
| 1  | Alessandro Petacchi (ITA)  | Lampre-Farnese Vini   | 3h 34' 55" |
| 2  | Julian Dean (NZL)          | Garmin-Transitions    | m. t.      |
| 3  | Edvald Boasson Hagen (NOR) | Team Sky              | m. t.      |
| 4  | Robbie McEwen (AUS)        | Team Katusha          | m. t.      |
| 5  | Robert Hunter (RSA)        | Garmin-Transitions    | m. t.      |
| 6  | Sébastien Turgot (FRA)     | BBox Bouygues Telecom | m. t.      |
| 7  | José Joaquín Rojas (ESP)   | Caisse d'Epargne      | m. t.      |
| 8  | Daniel Oss (ITA)           | Liquigas-Doimo        | m. t.      |
| 9  | Thor Hushovd (NOR)         | Cervélo TestTeam      | m. t.      |
| 10 | Óscar Freire (ESP)         | Rabobank ProTeam      | m. t.      |

## Classificació general
|    | Ciclista                    | Equip                 | Temps       |
| -- | --------------------------- | --------------------- | ----------- |
| 1  | Fabian Cancellara (SUI)     | Team Saxo Bank        | 18h 28' 55" |
| 2  | Geraint Thomas (GAL)        | Team Sky              | + 23"       |
| 3  | Cadel Evans (AUS)           | BMC Racing Team       | + 39"       |
| 4  | Ryder Hesjedal (CAN)        | Garmin-Transitions    | + 46"       |
| 5  | Sylvain Chavanel (FRA)      | Quick Step            | + 1' 01"    |
| 6  | Andy Schleck (LUX)          | Team Saxo Bank        | + 1' 09"    |
| 7  | Thor Hushovd (NOR)          | Cervélo TestTeam      | + 1' 19"    |
| 8  | Aleksandr Vinokúrov (KAZ)   | Astana Qazaqstan Team | + 1' 31"    |
| 9  | Alberto Contador (ESP)      | Astana Qazaqstan Team | + 1' 40"    |
| 10 | Jurgen van den Broeck (BEL) | Omega Pharma-Lotto    | + 1' 42"    |

## Classificacions annexes
|    | Ciclista                  | Equip               | Total  |
| -- | ------------------------- | ------------------- | ------ |
| 1r | Thor Hushovd (NOR)        | Cervélo TestTeam    | 80 pts |
| 2n | Alessandro Petacchi (ITA) | Lampre-Farnese Vini | 70 pts |
| 3r | Robbie McEwen (AUS)       | Team Katusha        | 62 pts |

|    | Ciclista               | Equip      | Total  |
| -- | ---------------------- | ---------- | ------ |
| 1r | Jérôme Pineau (FRA)    | Quick Step | 13 pts |
| 2n | Sylvain Chavanel (FRA) | Quick Step | 8 pts  |
| 3r | Rein Taaramae (EST)    | Cofidis    | 8 pts  |

|    | Ciclista              | Equip          | Temps       | Temps |
| -- | --------------------- | -------------- | ----------- | ----- |
| 1r | Geraint Thomas (GAL)  | Team Sky       | 18h 29' 18" |       |
| 2n | Andy Schleck (LUX)    | Team Saxo Bank | + 46"       |       |
| 3r | Roman Kreuziger (CZE) | Liquigas-Doimo | + 2' 01"    |       |

|    | Equip                    | Temps       | Temps |
| -- | ------------------------ | ----------- | ----- |
| 1r | Team Saxo Bank (DEN)     | 55h 30' 50" |       |
| 2n | Garmin-Transitions (USA) | + 11"       |       |
| 3r | Team Sky (GBR)           | + 25"       |       |

## Abandonaments
No es produí cap abandonament durant l'etapa.